# Kōji Miyoshi
Kōji Miyoshi (jap. 三好康児 Miyoshi Kōji; ur. 26 marca 1997 w Tamie) – japoński piłkarz występujący na pozycji pomocnika. Od 2019 roku występuje w Royal Antwerp FC.